# متیلیدین
متیلیدین (به انگلیسی: Methylidyne) با فرمول شیمیایی CH۳• یک ترکیب شیمیایی است. که جرم مولی آن ۱۳٫۰۱۸۶ g/mol می‌باشد. شکل ظاهری این ترکیب، گاز بی‌رنگ است.این گاز نباید استشاق گردد.